# Schmirgelkluppe
Die Schmirgelkluppe ist ein Werkzeug des Eisendrehers.
Die Schmirgelkluppe besteht aus zwei ein bis zwei Meter langen Hölzern, die an einem Ende durch einen aufgenagelten Lederriemen scharnierartig verbunden sind. Die Hölzer besitzen an der inneren Seite halbrunde Aussparungen, in die man den Schmirgel hineinstreut und Öl hinzugießt. Anschließend presst man die Schmirgelkluppe um die Welle, die hierauf in Drehung versetzt wird und sich innerhalb der Aussparungen beider Hölzer dreht.
Siehe auch: Liste der Werkzeuge